# Tomorrow We Die ∆live
Tomorrow We Die ∆live è il terzo album in studio del gruppo heavy metal statunitense Born of Osiris, pubblicato nel 2013.

## Tracce
1. M∆chine – 4:24
2. Divergency – 3:58
3. Mindful – 3:33
4. Exhil∆r∆te – 3:34
5. ∆bsolution – 4:06
6. The Origin – 3:45
7. ∆eon III – 3:56
8. Im∆gin∆ry Condition – 3:13
9. Illusionist – 3:59
10. Source Field – 3:48
11. Venge∆nce – 4:10

## Formazione
- Ronnie Canizaro - voce
- Joe Buras - tastiere, sintetizzatore, programmazioni, voce, cori
- Lee McKinney - chitarra
- David Darocha - basso
- Cameron Losch - batteria